# 979 Ilsewa
A 979 Ilsewa (ideiglenes jelöléssel 1922 MC) a Naprendszer kisbolygóövében található aszteroida. Karl Wilhelm Reinmuth fedezte fel 1922. június 29-én, Heidelbergben.